# Arcidiecéze bostonská
Arcidiecéze bostonská (latinsky Archidioecesis Bostoniensis) je římskokatolická arcidiecéze na území severoamerického města Boston a části státu Massachusetts s katedrálou svatého Kříže v Bostonu. Jejím současným arcibiskupem je kardinál Seán Patrick O'Malley. Jejím patronem je svatý Patrik.
Jde o metropolitní arcidiecézi, jíž jsou podřízeny tyto sufragánní diecéze na území území amerických států Maine, Vermont, Massachusetts a New Hampshire:
- diecéze burlingtonská
- diecéze Fall River
- diecéze manchesterská
- diecéze portlandská
- diecéze springfieldská v Massachusetts
- diecéze worchesterská.

## Stručná historie
Diecéze byla zřízena v roce 1808 vyčleněním z baltimorské arcidiecéze, k níž byl Boston sufragánní až do roku 1850, kdy byl podřízen New Yorku. Na arcidiecézi byl Boston povýšen v roce 1875.